# Línea Queens Boulevard
La línea Queens Boulevard es una línea completamente subterránea de la división B del metro de la ciudad de Nueva York en Manhattan y Queens, ciudad de Nueva York, Estados Unidos. La línea provee servicio a Manhattan bajo la Calle 53 y al este sobre Queens hacia Jamaica. La sección de dos vías en Manhattan también es conocida como la línea de la Calle 53. Al este de Queens Plaza, la línea tiene cuatro vías, con servicio expreso en las vías principales. Esta línea es una de las dos (la línea Culver es la otra) en la que por la cual las vías expresas se desvían de las vías locales para proveer una ruta más directa. La línea Queens Boulevard es la segunda más concurrida del sistema de metro de Nueva York, después de la línea de la Avenida Lexington.[cita requerida]
Durante el horario normal, la sección de la línea entre varias uniones en Long Island City y Forest Hills–Avenida 71 es servida [por trenes de cuatro servicios: los servicios expresos E yd F y los servicios locales R y V. La R y la V terminan en Forest Hills, mientras que los servicios F cambian a las vías locales y terminan en la Calle 179 en Jamaica; el servicio E se queda en las vías expresas y pasa por la interconexión de la línea de la Avenida Archer, donde se divide hacia la Avenida Jamaica Center. Los servicios F y R se dividen en la línea de la Calle 63 IND y la línea Broadway (vía la conexión del túnel de la Calle 60) en Long Island City, mientras que los servicios E y V continúan al oeste dentro de Manhattan hacia la línea de la Octava Avenida y la línea de la Sexta Avenida respectivamente.
La F es el único servicio que usa la misma ruta todo el tiempo. El servicio R deja de operar después de las 11:00 p. m., mientras que la V no opera después de la media noche ni los fines de semana. Después de las 9:00 p. m. y días de semana, el servicio E cambia a las vías locales al este de Forest Hills, y después de media noche, opera completamente en las vías locales. Un servicio extra - la G - solo opera en la línea Queens Boulevard después de las 9:00 p. m. y los fines de semana, opera en las vías locales entre Long Island City (desde la línea Crosstown) y Forest Hills.

## Descripción
La línea Queens Boulevard empieza en la Calle 179 (E F) como una línea de cuatro vías bajo la Avenida Hillside. Justo después de girar al norte bajo Van Wyck Expressway,  una interconexión aérea se junta con la recién construida línea de la Avenida Archer (E) hacia las vías locales y expresas. Después de eso, la línea gira al oeste en Queens Boulevard.
Al este de Union Turnpike, una interconexión se entrelaza al oeste de Jamaica Yard. La otra sección de Wye gira al oeste y se convierte en el nivel superior del metro justo al oeste de Union Turnpike. Después de pasar sobre la Avenida 75, las vías se unen con las vías locales y expresas con otra interconexión aérea. Justo al sur esta  Forest Hills–Avenida 71, donde varios servicios (E M R) empiezan en las vías locales, y E F los servicios cambian a las vías expresas.
Desde aquí la línea pasa bajo Queens Boulevard hasta girar en Broadway después de la Grand Avenue–Newtown. Cerca de la Avenida–Jackson Heights transit hub, unas vías abandonadas en un túnel se desprenden hacia las vías sin usar de una estación que es usada para almacenajes. En la intersección de Broadway y Northern Boulevard, las vías expresas giran al oeste bajo Northern Boulevard. Las vías locales pasan por una ruta más larga, pero permaneciendo bajo Broadway, después giran al sur en la Calle Steinway y otra vez al oeste en Northern Boulevard, donde se vuelven a juntar con las vías expresas. Al llegar a Queens Plaza, las dos vías de la línea de la Calle 63 (F) se divide desde ambos set de vías en una interconexión aérea, operando hacia Manhattan bajo la Avenida 41. La línea Queens Boulevard continua bajo Northern Boulevard hacia Queens Plaza, donde las agujas permiten que el servicio V cambien a las vías expresas. Justo al oeste de Queens Plaza, la línea se divide en tres partes en otra interconexión aérea. Las vías expresas continúan hacia Manhattan bajo 44th Drive, mientras que las vías locales se dividen en dos partes, con la conexión del túnel de la Calle 60 (R) girando al noroeste y la línea Crosstown (G) quedando bajo la Avenida Jackson (Northern Boulevard sur de Queens Plaza). Desde este punto, la línea Queens Boulevard solo tiene dos vías.
La línea continua al oeste sobre el túnel de la Calle 53 bajo el East River dentro de Manhattan. Después de la Avenida Lexington, las vías con sentido oeste salen encima de las vías con sentido este. Una interconexión aérea después de la Quinta Avenida entrelaza las vías con sentido oeste con las vías locales de sentido sur de la línea de la Sexta Avenida (F M), que comienza aquí como una unión de las vías de conexión de la línea de la Calle 63 (F). En la unión, la línea de la Sexta Avenida gira al oeste bajo la Calle 53, justo al sur de la línea Queens Boulevard. Las dos líneas comparten de plataformas en la Séptima Avenida, pero no hay ninguna conexión de vías. Después la línea Queens Boulevard gira al sur bajo la línea de la Octava Avenida (A C) con plataformas separadas en la Calle 50, después las vías se dividen para unirse con las vías expresas y locales de la línea de la Octava Avenida al norte de la Calle 42–Port Authority Bus Terminal. En esa estación, una plataforma especial sirve de una sola vía desde la línea Queens Boulevard, uniéndose con las vías de sentido norte de la línea de la Octava Avenida. Se especula que esta plataforma fue construida para prevenir que la IRT  extendiera la línea Flushing hacia el oeste. Recientemente, el MTA anunció algunos planes para extender la línea Flushing. Las vías bajo el nivel inferior fueron suspendidas,[cita requerida] y el nivel inferior será demolido para dar espacio al túnel de la línea Flushing.

## Lista de estaciones
| Leyenda de la estación de servicio                       | Leyenda de la estación de servicio                       |
| -------------------------------------------------------- | -------------------------------------------------------- |
| Hace paradas todo el tiempo                              | Paradas todo el tiempo                                   |
| Hace paradas todo el tiempo                              | Paradas todo el tiempo excepto a altas horas de la noche |
| Hace paradas sólo en la noche                            | Paradas sólo en la noche                                 |
| Hace paradas en las noches y días de semanas             | Paradas sólo en la noche y fin de semanas                |
| Hace paradas sólo los días de semana                     | Paradas en días de semana                                |
| Hace paradas sólo en horas pico                          | Paradas sólo en horas pico                               |
| Hace paradas en horas pico en direcciones congestionadas | Paradas horas pico o vías congestionadas                 |
| Detalles del periodo de tiempo                           |                                                          |

| Acceso para discapacitados                                                                          | Estación                          | Vías    | Servicios | Apertura                | Transferencias y notas                                                                                       |
| --------------------------------------------------------------------------------------------------- | --------------------------------- | ------- | --------- | ----------------------- | --- |
| Acceso para discapacitados                                                                          | Calle 179                         | ambas   | E F       | 10 de diciembre de 1950 | |
| | Calle 169                         | local   | F         | 24 de abril de 1937     | |
| | Parsons Boulevard                 | ambas   | E F       | 24 de abril de 1937     | |
| | Sutphin Boulevard                 | local   | F         | 24 de abril de 1937     | |
| la línea de la Avenida Archer (E ) emerge                                                           |                                   |         |           |                         | |
| | Briarwood–Van Wyck Boulevard      | local   | E F       | 24 de abril de 1937     | |
| | Kew Gardens–Union Turnpike        | ambas   | E F       | 31 de diciembre de 1936 | |
| | Calle 75                          | local   | E F       | 31 de diciembre de 1936 | |
| | Forest Hills–Calle 71             | ambas   | E F M R   | 31 de diciembre de 1936 | |
| | Avenida 67                        | local   | E M R     | 31 de diciembre de 1936 | |
| | 63rd Drive–Rego Park              | local   | E M R     | 31 de diciembre de 1936 | |
| | Woodhaven Boulevard               | local   | E M R     | 31 de diciembre de 1936 | |
| | Grand Avenue–Newtown              | local   | E M R     | 31 de diciembre de 1936 | |
| | Avenida Elmhurst                  | local   | E M R     | 31 de diciembre de 1936 | |
| Acceso para discapacitados                                                                          | Avenida Roosevelt–Jackson Heights | ambas   | E F M R   | 19 de agosto de 1933    | línea Flushing (7 ) en la Calle 74–Broadway                                                                  |
| | Calle 65                          | local   | E M R     | 19 de agosto de 1933    | |
| express tracks diverge (E F )                                                                       |                                   |         |           |                         | |
| | Northern Boulevard                | local   | E M R     | 19 de agosto de 1933    | |
| | Calle 46                          | local   | E M R     | 19 de agosto de 1933    | |
| | Calle Steinway                    | local   | E M R     | 19 de agosto de 1933    | |
| las vías expresas se reúnen (E F )                                                                  |                                   |         |           |                         | |
| | Calle 36                          | local   | E M R     | 19 de agosto de 1933    | |
| la línea de la Calle 63 se divide (F )                                                              |                                   |         |           |                         | |
| Acceso para discapacitados                                                                          | Queens Plaza                      | ambas   | E M R     | 19 de agosto de 1933    | |
| las vías expresas se dividen en la línea Crosstown (G ) y la conexión del túnel de la Calle 60 (R ) |                                   |         |           |                         | |
| | Calle 23–Avenida Ely              | expresa | E M       | 28 de agosto de 1939    | línea Crosstown (G ) en Long Island City–Court Square línea Flushing (7 <7>) en 45th Road–Court House Square |
| | Avenida Lexington–Calle 53        | expreso | E M       | 19 de agosto de 1933    | línea de la Avenida Lexington (4 6 <6>) en la Calle 51                                                       |
| | Quinta Avenida/Calle 53           | expreso | E M       | 19 de agosto de 1933    | |
| se divide con la conexión de la línea de la Sexta Avenida (M )                                      |                                   |         |           |                         | |
| | Séptima Avenida                   | express | E         | 19 de agosto de 1933    | línea de la Sexta Avenida (B D )                                                                             |
| *                                                                                                   | Calle 50                          | expreso | E         | 19 de agosto de 1933    | línea de la Octava Avenida (A C ) (transferencia solo en la misma dirección)                                 |
| merges with línea de la Octava Avenida (A C)                                                        |                                   |         |           |                         | |

* solo sentido sur